# جوئن هارتیگان
 خوان هارتیگان (انگلیسی: Joan Hartigan؛ زاده ۶ ژوئن ۱۹۱۲ درگذشته ۳۱ اوت ۲۰۰۰) یک تنیس‌باز اهل استرالیا بود.